# 種田守倖
種田 守倖（たねだ もりゆき、1963年12月24日 - ）は、大阪府大阪市在住のメディアプロデューサー、災害ジャーナリスト、コンセプター、映像作家、放送作家、映画評論家、ナレーター、ラジオパーソナリティ。後述の離別まで、れいわ新選組の選挙対策メンバーを務めていた。
過去に本名の種田守倖（たねだ もりゆき）の他、幾つかのペンネームで活動していたが、2005年頃から榎田信衛門名義に一本化して活動している。

## 概要
父は土木学者・測量学者の種田守、母は地図製図技術者の種田幸子である。
父が山梨県に赴任していた際に出生。直後に東京都小平市に転居する。
小平学園幼稚園からの帰り道、近所のスーパーでラジオの生中継を体験し衝撃を受ける。この時のレポーターは林家三平 (初代)であった。
1976年。中学1年のとき「ウェブラジオFMC」の母体となる「ミニ放送局・白川放送」を創設。
1981年。熊本商科大学付属高校（現・熊本学園大学付属高等学校）2年のとき放送作家としてデビュー。その後、マルチな才能を発揮してレコーディング・エンジニア、テレビ・ラジオ番組のディレクターあるいはプロデューサー、写真家、映像作家、映画評論家、コラムニスト、ラジオパーソナリティ、番組コメンテーター、コンセプターとしての活動も行う。
フリー転身後の逸見政孝の個人ブレーンとして平成教育委員会、クイズ世界はSHOW by ショーバイ!!などの番組立ち上げ時の企画立案に関わっている他、コンセプターとしてロッテリア、すかいらーくなど外食産業関連の商品企画にも参画した経験を持つ。 国内のインターネットラジオにおける最長寿番組QIC/Quemule Insider Club(ウェブラジオFMC)のメインインスティゲーター(扇動者)を務めた。
メディアを活用した町おこしやモチベーション向上などに関する講演も多い。また、大学でのマスコミ関連ゼミや、放送芸術系の専修学校などでの講義も担当している。総務省関連、防衛省関連の諮問委員、モニターなどを複数担当している。平成19〜20年度防衛省防衛モニター。熊本市立熊本博物館リニューアル基本構想及び基本計画策定委員。日本火山学会会員。

熊本地震で被災。住居兼活動拠点を失ったことをきっかけに単身大阪市に移住した。
在京CM制作会社「BULL-X」の大阪オフィスにてプロデューサーとして在籍後、大手MSO「ジュピターテレコム」の大阪オフィスにプロデューサーとして籍を置いていたが2021年9月末をもって退社。
れいわ新選組の衆議院議員大石あきこ事務所における「広報プロジェクト担当プロデューサー」を2022年7月まで務めた。
その後は、れいわ新選組の実態を内部告発し、フリーランスに転じた。
「ウェブラジオFMC（非営利メディア）」の代表監督兼「FMC関西ステーション」統括。2025年1月よりプロ・アマ混成市民メディア「IBB独立放送旅団」顧問となった。

## ペンネームなど変名の一覧
マルチなクリエーターということもあり、ジャンル別に名前を使い分ける場合がある。（現在は榎田信衛門でほぼ統一されている）
- 榎田信衛門（えのきだ しんえもん） - QIC・明日の基礎知識・深夜快速に出演する際などに使用。漫画家、エッセイストとしても用いる。最も使用頻度の多い名前。
- ParaT（パラティ） - 2007年末までQIC出演時などに使用していた。現在もQICの「ParaTが斬る！」のコーナー名として残っている。
- 唐沢竿（からさわ かん） - 1990年頃、主に福岡・佐賀エリア限定で使用。2007年3月以降、概ね日刊・深夜快速の特別企画時のスクリプターとして時折用いられていた。
- 鯨家磯八（くじらや いそはち） - 歴史研究、歴史小説執筆時に使用。
- 毛沢☆東（けざわ あずま） - 日刊FMC応援出演時に使用。
- ソガ・スカオ - 日刊FMC応援出演時、極めて稀に使用。
- 上野原勉（かみのはら・つとむ） - 20代前半。放送作家時代に使用。
- 椿山春（ちん・さんしゅん） - 静物（石ころなど）及び風景写真家。陳山春から改名（2007年7月19日、自身のブログで発表）。

## 人物
- 2000年頃から「商店街活性プロデューサーになるのがここ数年の目標の1つ」と公言。
- 2010年頃から、事実上フリーランスに近い業務スタイルを続けてきたが「組織の大小を問わず、面白そうなところがあれば、軍師兼一兵卒として参加してみたい」と番組内で何度も語っている。
- 熊本地震で本人も被災。「行政の杜撰な対応や、それらを報じない地元マスメディアに愛想が尽きた」と発言。盟友・花岡山花岡(前FMC副代表)と共に熊本を離れることを公言。
- 2019年4月「FMC関西ステーション」の開設と着任を発表。[4]

### 災害ジャーナリストとして
- 地震や火山等による自然災害に強い関心と豊富な知識を有している。
- 自身の番組などを通じて正常化の偏見（正常化バイアス）について語ることが多い。
- 東日本大震災発生直後からウェブラジオFMCを緊急特番体制とし、被災地を応援する番組を連日放送した。「津波災害への警鐘を鳴らし続けてきたが、比較的リスナーが多いとされる東北地方で多数の犠牲者が出たこと。自分の無力を思い知った」と番組内で何度も語っている。
- マスコミの災害報道およびコミュニティ放送の災害時の体制についても猛烈に批判。災害時に役立つ全く新しい形のメディアが必要だという認識の下、「災害放送局」というスタイルの事業体が必要だと訴えている。
- 福島県の被災者を応援する『I love you & I need you ふくしま』（2011年）『猪苗代湖ズ』のPVを見て感動。『I love you & I need you ふくしま／勝手に熊本版』[5]を2日で撮影。
- 東日本大震災以降、約100年周期と言われている熊本の内陸型地震（金峰山地震）について随時発言。布田川・日奈久断層帯についても警告を発し続けた。
- 2016年4月14日の熊本地震(前震)発生直後の22時19分(前震から53分後)から緊急放送を開始。24時間以上不眠不休でレポートを続けた。
- 2016年4月16日の熊本地震(本震)直後、母校でもある熊本市立大江小学校（指定避難所）に避難。一旦、同体育館内の一角に落ち着くが、同日夜「いびきを止めて下さい」と経験の浅い運営者に揺り起こされ「睡眠中のことなので約束はできない」と、単身体育館を出て運動場に駐めていた軽自動車で車中泊を開始。以後、車中泊は3週間に及んだ。深夜など、同車内から避難所の実情を連日放送した。熊本地震関連の特別編成では2016年8月31日まで計87本のレポートを放送。
- 各地で頻発する地震・火山噴火・気象変動・風水害などについて自信のSNSやウェブラジオFMCの各番組を通じて解説。
- 2019年3月大阪に転居後「阪神・淡路大震災」のその後の状況を取材開始。同時に淀川右岸・左岸での「南海トラフ巨大地震」災害などの危険性を調査開始。
- 2018年6月18日発生「大阪府北部地震」の痕跡取材を2019年3月より開始。同時に「上町断層」など危険性を調査研究開始。
- 2020年7月3～4日発生「熊本県人吉豪雨水害」発災後の惨状を現地取材。
- 2023年1月1日発生「能登半島地震」発災後の輪島市朝市、門前町（總持寺祖院など）を現地取材。

### 文化
- 歌舞伎、落語、講談など古典芸能に造詣が深い。
- 日本古来の食文化としての捕鯨容認派。反捕鯨を掲げる自然保護団体グリーンピースを「グリーン豆（緑豆団）」あるいは「えんどう豆」と揶揄し、痛烈に批判することがある。同様に、過激な反捕鯨団体として知られるシーシェパードを「海の狂犬病」と表現して罵倒している。
- 韓流ブームに全く関心を示さず、むしろ批判的な発言が多く、担当番組内で「韓国映画およびテレビ番組は一切観ない」と公言していたが、日本映画「空気人形」で主演の韓国女優ペ・ドゥナに魅了されて以降、ペ・ドゥナ関連の作品は努めて観るようになった。
- 生き延びるために「逃げ回ること」を是とする考え方を持つ。その思考に影響を与えた東宝映画「太平洋奇跡の作戦キスカ」を個人的に好きな映画第1位とする。

### 歴史認識
- 直参旗本の末裔ということもあり、幕臣小栗忠順（小栗上野介）をリスペクトし、対立軸にある勝海舟を批判し続けている。坂本龍馬に対する評価も同じく低い。
- 21世紀に現存する佐幕派（尊皇佐幕）と公言している。
- 「薩摩・長州に悪気はないけど、会津贔屓です私。ごめんね!」は幕末期の歴史を語るときの口癖。
- 反米保守派の傾向が強い。アメリカ合衆国こそ世界一好戦的な国と批判している。

### 防衛・軍事
- 国土防衛の重要性と自衛隊の存在意義に理解を示している(自称自衛隊ファン)。
- いわゆる軍事マニアであり、やや右翼的な発言が多いが、実際には「反戦派」であり、反戦映画の上映会など様々な活動に関わることがある。
- 太平洋戦争における我が国の「特攻隊」を極めて愚かな作戦だと否定。礼賛する傾向に警鐘を鳴らしている。
- 防弾性能を無視した「零式艦上戦闘機」を嫌っている。

### 社会
- 乳児を連れて議場に入室した熊本市議に直接インタビューを行うなど、男女均等の社会参加に賛同する発言を行っている。
- 自転車の併進など交通マナー向上を訴えている。

### マスメディア
- マスメディアの「下請けに対する搾取」「杜撰な金銭感覚」「血縁主義」を徹底的に批判している。マスメディア内部にもかなりの数のシンパが存在している。
- 凋落傾向にあったRKBラジオ「HiHiHi」のディレクターを担当。パーソナリティだった安達ひでやのキャラクター性を最大限に生かすため、既存のプログラムをほぼ180度変更するといった大工事を行い実質1人で同番組の立て直しを図った。
- 80年代半ばから90年代半ばまでの「フジテレビ」黄金期を知る者として2020年代の同局凋落とその後発生したタレントの性接待疑惑と自社女子社員の接待疑惑について厳しく発言。

### 芸風
- 城達也、毒蝮三太夫、つぼイノリオを『ラジオ三賢人』としてリスペクトしている。
- 「なんでも実況」を得意とし、あらゆるものを即時描写する。この点で古舘伊知郎を『テレヒの賢人』としてリスペクトしている。
- 博識であり柔らかな口調と多芸な先達として松尾貴史を『テレビの賢人』としてリスペクトしている。
- 年間200本程度の映画（旧作含む）を観ている。
- 何かにつけて映画「砂の器」をモチーフにした寸劇を披露する。
- 語尾を「ぴゃ」「ぴ」とすることが多い。映画「山田村ワルツ」からの引用である。

### 人柄
- 何でも自作することを人生の喜びと考える根からのDIY党。メディア作りもその1つと公言する。
- リスナーに対して物凄く律儀であり、年少のリスナーに対しても最敬礼＆敬語で接していた。
- 番組出演時のエキセントリックなキャラクターは演技であり、普段は腰の低い穏やかな人物である。
- 長年ラジオで鍛えた「比喩」「メタファー」を武器にして「なんでも実況」を得意とする。
- ボランティアで「自殺防止電話相談員」を経験したことが有り、現在も時間があるときに「人生相談」を行っている。
- 口だけ達者で中身を伴わないお調子者を嫌う。
- 第3種電気主任技術者、電気通信設備工事担任者アナログ第2種 の資格を有している。
- Googleデジタルワークショップを3日間で修了した。
- 臓器提供意思表示カード（全ての提供項目にマルをつけたもの）を常に携帯している。
- 幼少期、西武多摩湖線沿線（一橋学園駅の近く）、阪急宝塚本線沿線（石橋駅の近く）に居住しており、その頃から鉄道ファンである。
- 加山雄三を信奉しており、番組内で「加山雄三神（しん）」と表現することがある。
- 過去、キャンディーズ、ピンクレディ、竹内まりや、浜田麻里のファンクラブ会員であった。
- 現在応援しているアーティストは打首獄門同好会である。
- 料理の腕前、大工仕事の腕前はプロ級として知られている。
- 熊本市議選に立候補した外山恒一に興味を持ち、幾度か取材を行っている。熊本刑務所前における外山の熊本市議選・演説第一声 の原盤を収録している。
- 2016年3月20日放送『QIC』に於いて、「大学中退と公表してきたが、正しくは授業料滞納による確信犯的除籍である」と、発言している。
- 自ら「丼々亭鰻丼」と名乗り落語を演ずることがあるほどの落語好き。オリジナル創作落語に「怪獣寿限無」「榎田版死神」などがある。
- 特に好きな落語家は、川柳川柳と柳家喬太郎。
- 2013年10月19日に熊本市で開催された柳家喬太郎独演会の打ち上げで、特撮好きの喬太郎と意気投合。トイレで鉢合わせになった榎田に対し喬太郎から「俺たちもうダチでしょ！」と言われ嬉しかった。というエピソード[6]を番組内その他で幾度か披露している。
- 2017年9月21日放送『日刊深夜快速木曜ワイド／榎田自由自在』に於いて、サンケイアトムズ以来の東京ヤクルトスワローズのファンであると発言。また、パ・リーグでは、「黒い霧事件」前後よりライオンズ贔屓であり、特に太平洋クラブ・ライオンズ以降ファンであったが、チームカラーがそれまでのライトブルーからレジェンド・ブルー（紺色）に変わったこと(2009年以降)を機にファンであることを辞しスワローズの応援1本に絞っていった。

## 山本太郎・れいわ新選組との関係
- 防災と関連して「国民の生命を守ることが政治の最大の使命」と語り、その点で「政治家山本太郎の発言に共感するんだよね」と2018年頃から自らの番組等で度々発言するようになる。
- 2019年4月1日、山本太郎によるれいわ新選組結党以降、同党の動きやそれに伴う雑感を自らの番組やSNSを通じて発信。
- 2020年7月11日、JR大阪駅前で行われた同党代表山本太郎の街宣を初めて生で聴き、強く感銘を覚える。[7]

### 同党支援時代
- 2020年5月24日放送分「QIC」[8]で、同党所属で衆議院大阪5区から立候補予定の大石あきこと初対談。
- 榎田曰く「母屋を貸す」という形で、2020年6月17日放送分「日刊深夜快速水曜版」[9]を「大石ちゃん自由自在(仮)」に改題。大石あきことの対談番組をレギュラー化。
- その後も、大石あきこプロデュースによる短編アニメ[10]などの音響監督を担当するなど「れいわ新選組勝手連」的な活動が活性化。
- 2020年9月30日放送分「日刊深夜快速水曜版／大石ちゃん自由自在(仮)」[11]に、同党の山本太郎代表が出演。(2020年9月24日、阪急三国駅前で行われた街宣の後に新大阪FMCスタジオを訪問。収録が行われた。)
- 大阪都構想反対の立場から、れいわ新選組による都構想反対街宣を精力的に取材。京都大学名誉教授河田恵昭の演説動画[12]などを制作発信している。
- 2020年11月1日実施「大阪市を廃止し特別区を設置することについての投票」までの10日間、れいわ新選組が大阪市内を巡回する街宣カーで使用した「大阪都構想反対メッセージ（声・山本太郎、大石あきこ）」[13]のレコーディングエンジニアを担当した。
- れいわ新選組側の要請により、大阪都構想反対動画「仁義なき都構想４部作」[14]のナレーション担当した。
- 第49回衆議院議員総選挙に於いて、大阪５区から立候補した大石あきこ候補（れいわ新選組）の事実上の広報リーダーとして、街宣・動画配信をはじめとする広報戦略を担当。また、街宣で使用する音響・照明・撮影などの機材を無償提供し全面的に同候補をサポート。当選に大きく貢献した。選挙戦最終日の2021年10月30日には街宣の司会を担当。開票中はマスメディアの情報を元に一旦は落選を意識したが、2021年11月1日払暁まで及んだ開票作業の進捗に伴い、大石事務所に集っていたボランティアスタッフと共に独自の集計作業を指揮。当選確実(当確)情報をウェブラジオFMCのツイッターアカウントなどから一斉発信した。大手マスメディアよりも先に速報を発信した稀有なケースとされる。
- 2022年1月から半年間、衆議院議員大石あきこ事務所広報プロジェクト担当プロデューサーとして主に近畿圏における2022年参議院議員選挙とくにやはた愛候補に関する動画制作、生配信などを指揮した。2022年7月末を以て退任。

### 同党マルチ商法問題以降
- 2022年9月に実施された沖縄県宜野湾市事議会議員選挙で当選したプリティ宮城ちえに関する「マルチ商法で全国から不正に金を集めたとみられる投資グループ関係者を元教え子に紹介した問題」での党本部の対応を批判。次第にれいわ新選組との距離を置き始める。
- 2023年1月、れいわ新選組から大阪市議会議員選挙に出馬予定だったたかはしいちろうの離党に伴い、同党および大石あきこの対応などを痛烈に批判。れいわ新選組から完全に離れることを宣言。大阪府議会議員選挙に無所属で鞍替え出馬予定のたかはし2連ポスターに起用される。
- 2023年2月。れいわ新選組から大阪市議会議員選挙に出馬予定だった前島かずきが離党に際して、前島は「榎田との縁を疎かには出来ない」と発言。大阪府議会議員選挙に無所属で鞍替え出馬予定の前島2連ポスターにも起用。
- 2023年4月「政治で世の中を変える事は今の日本では困難。むしろメディアを使った啓蒙活動の方が効き目がある」と発言。仲間らと「IBB独立放送旅団」設立に動いた。
- 2024年2月。れいわ新選組大石あきこ事務所麾下のボランティアチーム「よろず屋」が活動した2020年春～2022年末までの顛末をまとめた「よろず屋」かく戦えり。を発表。
- 2025年1月24日発行「月刊Hanada3月号」にて「内部告発スクープ！れいわ新選組の本性（全11ページ）」を執筆掲載。山本太郎の主張している「理念」に共鳴し、選挙対策担当を務めていた。しかし、れいわ新選組の運営の実態は独裁的で、候補者選定や意思決定の過程も不透明で、関係団体とのつながりが表に出ないようにしていること、関西生コン(関西の生コン労働者による階級的左翼労組)との関係など内部はブラックボックス化されていることを告白した[1]。

## 映像作品
- ドキュメンタリー映画KUMAMOTO BARTENDERS CHOICE（配給FMC PICTURE DIGITAL、2009年）撮影、監督、ナレーション
- I love you & I need you ふくしま／勝手に熊本版[5]（制作有志の会、2011年）撮影、監督
- ドキュメンタリー映画removal of bar:colon[15]（配給cinematograph lunedi、2012年）撮影、編集、監督
- 劇場用映画・堂免公園（配給cinematograph lunedi、2012年）脚本、監督
- アニメ反緊縮（前編）お金を配ろっ[10]（大石あきこ事務所、2020年）音響監督
- 仁義なき都構想・全4部作[14]（れいわ新選組、2020年）ナレーション
- 草の根ボランティアたちの長い夜～大石あきこ当確ドキュメント～[16]（FMC/GETSU-TELE、2021年）制作・撮影・監督
- ♪イカイカ・クッキングPV[17]（FMC/GETSU-TELE、2021年）作詞・作曲・ナレーション
- 仁義なき！！カジノはいらんやロワイヤル[18]・全2部作（れいわ新選組、2022年）ナレーション

## 主な出演番組
- WA!アメーバだ（FM中九州、1985年）メインパーソナリティ

1985年初頭、地元紙の「熊本県域民放FM局に予備免許が交付」という記事を見た榎田信衛門が、その日のうちに企画書とデモテープを単独で制作。旧知の新聞記者の手を経て民放FM開局準備室(現エフエム熊本)に渡り、同社監査役と放送部長の判断で本番組の放送が決定した。本人曰く「ほぼ一発で決定」であった。
日本初のバイノーラル方式トークバラエティ番組。FM放送の「高音質」という長所を音楽ばかりに偏重させるのは勿体無いと考えた榎田が、スタジオ内の座談会的臨場感や、屋外レポートの生々しい音場再現を意図して、我が国のラジオ放送におけるレギュラー番組初となるバイノーラル・ステレオ音声での放送を実施した。
- ヤングスペシャルIKINARI-DAGO（NHK熊本、1986年）司会
- ウィークエンド・ストリーツ（エフエム佐賀、1992年）メインパーソナリティ
- テレビテーマソングコレクション（RKBラジオ、1992年）コメンテーター
- きょうの料理男の食彩（NHKテレビ、1992年）我流料理名人としてゲスト出演
- AtoZ'on（テレビ西日本、1993年）研究所長役

1994年以降原則的にテレビ出演を辞している。その理由として「リハーサルなど収録時の煩雑さと拘束時間の長さ」「杜撰な企画を平気で持ち込むテレビクルーに何度も閉口した」などを挙げている。
「例外中の例外」として出演を承諾したテレビ番組
- RKKワイド夕方いちばん（RKK熊本放送、2002年）熊日ビデオカメラ講座絡みで、講師としてゲスト出演。
- ひのくにYOU（NHK熊本、2004年）担当Dの1年以上に渡る綿密な取材があったためスタジオゲスト出演を承諾。
- みんなのメッセージ（NHK※全国ネット、2005年）ほっとラジオずっとラジオにFMCを代表して出演。
- クマロク！（NHK熊本、2009年）週刊クマロク！経済のコーナー。熊本オリジナルウイスキーを作る人々を紹介する中で、彼らをドキュメンタリー取材をする団体としてウェブラジオFMCを紹介。
- 福島をずっと見ているTV（NHK Eテレ※全国ネット、2016年）第60回「ひとりじゃないよ～福島から熊本へのメッセージ」。パーソナリティの箭内道彦が熊本地震で被災した榎田に会いに行くという内容。箭内がプロデュースした『I love you & I need you ふくしま』の『I love you & I need you ふくしま／勝手に熊本版』を制作した榎田への返礼でもあった。熊本城近くの加藤神社、益城町の復興屋台村などで撮影が行われた。

## 連載コラム
- アメーバ捜査網（熊日新聞・夕刊）
- いけてるマルチメディア（季刊テレコム九州※発行/社団法人九州テレコム振興センター）

## 著書
- 『聴かせてやんない！〜ウェブラジオFMCインサイドストーリー〜』（くまざさ出版社）/ISBN 4-938546-37-X